# Orthogramma
Episema là một chi bướm đêm thuộc họ Noctuidae.